# Quatuor avec piano no 1 de Bonis
Le Quatuor avec piano no 1, op. 69, est une œuvre de la compositrice Mel Bonis, datant de 1905.

## Composition
Mel Bonis compose son Quatuor avec piano no 1 en si bémol majeur pour piano, violon, alto et violoncelle. L'œuvre, dédiée à M. Jean Gounod, est publiée en 1905 par les éditions Demets, puis elle est rééditée en 2004 par les éditions Furore.

## Structure
L'œuvre se structure en quatre mouvements :
1. Moderato
2. Intermezzo  à
3. Andante à
4. Final – Allegro ma non troppo à

## Analyse
Dans son ouvrage Mel Bonis, femme et compositeur, Christine Géliot décrit le quatuor avec Eberard Mayer. Le “Quatuor en si b,” d'une durée de 25 minutes environ, requiert le travail approfondi de musiciens avertis... “On ne sait ce qui est le plus admirable dans cette œuvre, écrit le musicologue allemand Eberhard Mayer, la beauté des mélodies, l'originalité des inventions harmoniques ou l'art de la composition, et cela dès le premier mouvement. Comme dans une rhapsodie, on y trouve les modulations les plus complexes jusque dans les tonalités les plus éloignées et seule une seconde audition permet de découvrir la construction sous-jacente” : dualité des thèmes (le premier, profond et lascif, se dessine au moyen de sinuosités et de syncopes ; le second a un caractère rectiligne et solennel), exposition, développement, pont, modulation, reprise du premier puis du second thème, conclusion. Le deuxième mouvement est rythmé à trois temps, en forme de danse paysanne. Il répète et fait évoluer avec légèreté deux courtes phrases qui se répondent, l'une descendante, l'autre, ascendante. Tout cela se meut et intègre au fur et à mesure des interventions rythmées et énergiques qui reviennent à plusieurs reprises, des effets impressionnistes des cascades fluides que se partagent les cordes et le piano, des modulations des deux phrases, des allusions aux thèmes du premier mouvement. Le dernier tiers du mouvement dévoile un monde étrange et évolue dans un climat de douceur mais sans jamais perdre le rythme. La conclusion est annoncée par une courte reprise des deux phrases. “Ce mouvement, léger et fluide, offre des passages d'un raffinement renversant”, écrit le pianiste Laurent Martin pour la notice du CD qu’il enregistre en 2001. Le final est un allegro vigoureux et entraînant dans lequel on reconnaît l'influence de César Franck. Ce morceau de bravoure, plein d'élan et de finesse, couronne le chef-d'œuvre de Mel Bonis de sa saisissante vitalité ".
Dans son article « La musique au salon de la Société des beaux-arts » de la Revue moderne des arts et de la vie, Clément Morro place le Quatuor sous la protection de César Franck. Pour lui, l'œuvre de Mel Bonis ne comporte ni mauvais goût, ni faux brillant faisant penser à de la musique de brasserie. Il y trouve notamment de la vigueur et de la finesse. Il compare la musique de la compositrice à celle de Franck tout en précisant qu'elle a quelque chose de plus tendre et de plus intime, avec « ses longs développements, son contrepoint rigoureux, ses thèmes mélodiques sinueux, son « air du temps » entre un idéal germanique et un rêve impressionniste ».
François de Médicis rapproche pour sa part le Quatuor de celui de Gabriel Fauré. Ce rapprochement se fait notamment par la reprise chez Mel Bonis d'un trait spécifique au quatuor fauréen qui est celui d'un trait du grave à l'aigüe, en alternant des répétitions de tierces et de sixtes. On retrouve ce même trait dans le quatrième mouvement du quatuor de Mel Bonis, tout en ayant une progression harmonique plus proche encore de celle de Gabriel Fauré que dans le premier mouvement. La différence entre Mel Bonis et Gabriel Fauré se situe dans la ligne mélodique, qui se trouve être, chez la compositrice, un mouvement ascendant qui alterne les tierces et les sixtes sur des valeurs longues de noires.
Dans le deuxième mouvement, on a un parallèle entre l'esprit scherzando du quatuor de Gabriel Fauré et celui de Mel Bonis. On retrouve des pizzicatos dans les deux œuvres, mais chez Gabriel Fauré, il s'agit de pizzicatos à toutes les cordes, tandis que chez Mel Bonis, il n'y a que le violoncelle qui utilise ce mode de jeu, tandis que le violon chante une mélodie primesautière et l'alto joue un contrechant. Les deux œuvres apportent aussi une relation toute particulière par rapport à l'instabilité tonale, chacune des deux œuvres oscillant entre le mi bémol majeur et le do mineur. De plus, dans le deuxième mouvement du Quatuor, la mélodie s'interrompt soudainement à la fin des trois premières phrases alors qu'il pourrait y avoir une cadence à la dominante. Seule la quatrième phrase termine le mouvement mélodique et produit une cadence parfaite en do mineur.
Dans le troisième mouvement du Quatuor, la fin de la première partie ne se contente pas de reprendre les conventions générales que l'on retrouve chez Gabriel Fauré, mais elle suit ce modèle sur plusieurs points spécifiques.

## Réception
L'œuvre est créée le 5 juin 1905 lors d'une soirée musicale chez la compositrice. Mel Bonis est au piano, Louis Duttenhofer au violon, Pierre Monteux à l'alto et Louis Feuillard au violoncelle. En témoignage de cette soirée, les descendants de Mel Bonis racontent les impressions de Camille Saint-Saëns : “Après le concert privé, en descendant les marches de l’escalier, le grand musicien remercia Jean Gounod de lui avoir fait faire la connaissance de Madame Mel Bonis et ajouta d’un ton de surprise extrême : “Je n’aurais jamais cru qu’une femme fût capable d’écrire cela. Elle connaît toutes les roueries du métier.”
Louis Laloy décrit le Quatuor comme ayant des idées personnelles et bienvenues, avec des développements intéressants et une écriture très sûre. Les sonorités sont toujours agréables. L'élégance est simple et laisse transparaître une émotion sincère. Pour le Courrier musical, l'œuvre de Mel Bonis fait preuve d'une maîtrise infaillible et d'une écriture impeccable.
Le 22 mai 1906, Mel Bonis organise un concert à la salle Berlioz. Les œuvres qui y sont alors jouées sont le Quatuor no 1 et les Variations. Les œuvres sont notamment interprétées par Gabrielle Monchablon au piano et Louis Duttenhofer au violon.
Le 30 avril 1908, l'œuvre est jouée à la Société des compositeurs de musique, dont la compositrice sera la secrétaire à partir de 1910. Pour le quatrième concert, le Quatuor a été « bien accueilli », et a été interprété par Louis Duttenhofer, Paulin Gaillard et Délaye ou Delhaye.
Entre 1905 et 1908, six articles ont été publiés, montrant tous un retour positif, servant de point d'appui pour louer le savoir-faire de la compositrice. C'est notamment avec son Quatuor que Mel Bonis assoit une notoriété qui lui permet de gravir en quelques années les marches de la notoriété.
C'est par le Guide à l'usage des amateurs de quatuors pour piano de Wilhelm Altmann que s'est faite la redécouverte du Quatuor. Pour l'auteur, la partie de piano recèle de grandes difficultés, ce qui n'est pas le cas pour les cordes. Il décrit l'œuvre comme « bien construite » et accessible autant aux concertistes qu'aux musiciens amateurs. Il n'a cependant pas d'originalité particulière. Pour l'auteur, le premier mouvement, en si bémol majeur, est contemplatif et empreint parfois d'une certaine gravité. Il remarque cependant que le deuxième mouvement n'a pas « la vivacité bien française » mais pourrait être composé par un ou une allemand·e. Le troisième mouvement, décrit comme la partie centrale, est un mouvement lent qui est introduit intensément par le violon. Il est empreint d'une certaine mélancolie teintée d'accents dramatiques. Le Finale est en sol mineur et non en si bémol majeur auquel on s'attend. Il fait abondamment usage de la syncope.
Le Quatuor est joué par l'Ensemble Mel Bonis pour la première fois  lors d'un concert le 31 mai 1997, rue de Naples, concert qu'ils offrent à l'attention de la famille de Mel Bonis. Ce concert organisé avec l'héritière de l'œuvre de Mel Bonis, Yvette Domange , sera fondateur de l'engagement pour la réhabilitation de la musique de Mel Bonis.
Il est rejoué le 7 juin 1998, au château de Morsbroich, à Leverkusen, en Allemagne.
L'œuvre sera programmée très fréquemment par l'Ensemble Mel Bonis, qui le considère alors comme l'œuvre maîtresse de musique de chambre de la compositrice.

## Discographie
- Mel Bonis, Quatuors, Laurent Martin, piano, Gordan Nicolitch, violon, Jean-Philippe Vasseur, alto, Jean-Marie Trotereau, violoncelle, Voice of lyrics, 2001
- Mel Bonis Franzosishe kammermusik,  par l'Ensemble Mel Bonis de Cologne: production Mel Bonis Ensemble, 2002
- Mel Bonis, Piano quartetts, par le Mozart piano quartett, MDG production, 2008
- Fauré & Bonis: Piano Quartets, Quatuor Giardini, Evidence Classics, 2014

## Sources
- (fr) Rodolphe Bruneau-Boulmier et Quatuor Giardini & David Violi (piano), « Je suis le piéton de la grand'route », p. 3-4, Paris, Evidence (EVCD004), 2014 .
- Étienne Jardin, Mel Bonis (1858-1937) : parcours d'une compositrice de la Belle Époque, 2020 (ISBN 978-2-330-13313-9 et 2-330-13313-8, OCLC 1153996478, lire en ligne)